# Stupa Ramagrama

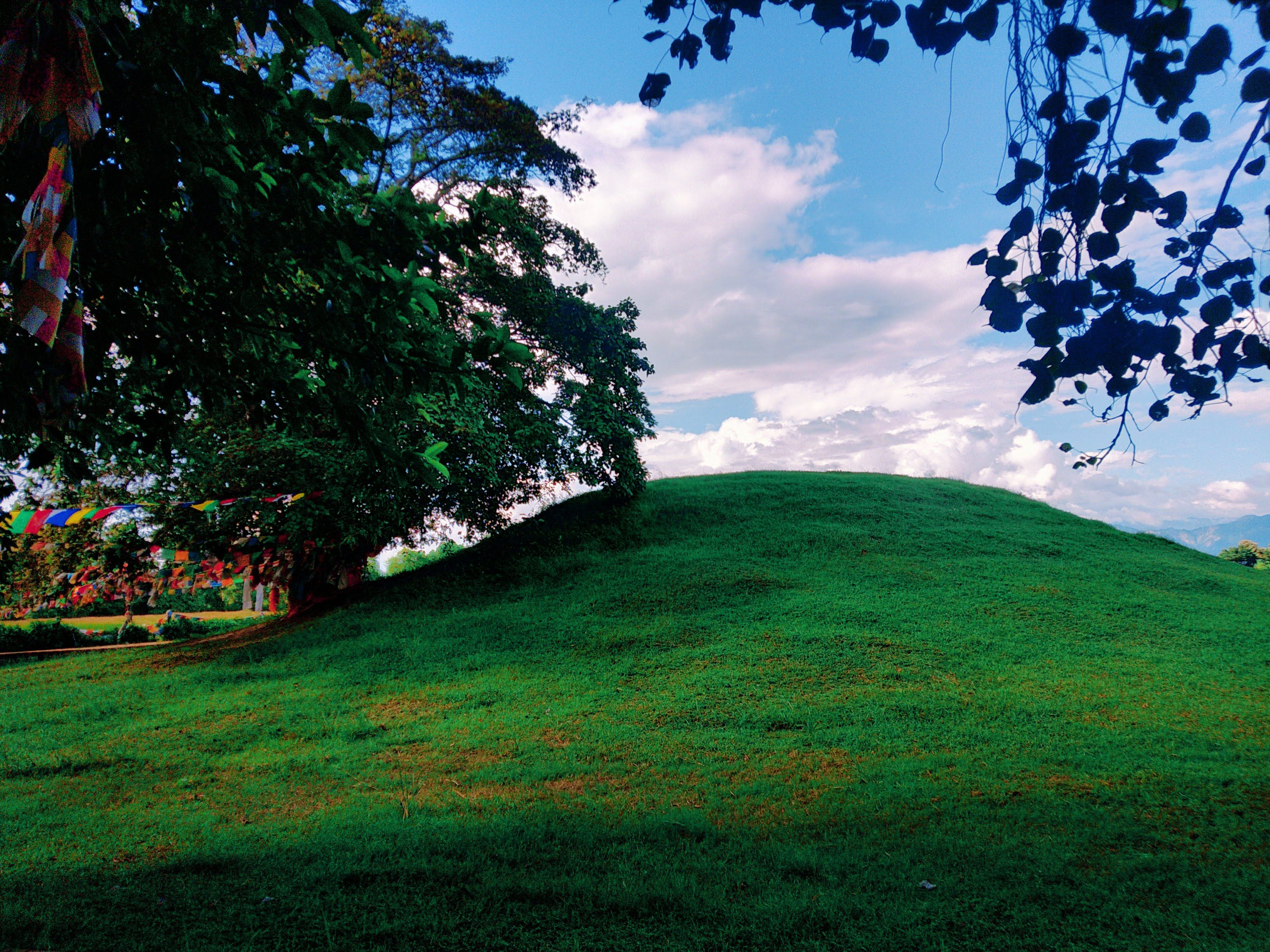
Lo stupa Ramagrama ricoperto di terra.

Lo stupa Ramagrama (in lingua nepalese रामग्राम नगरपालिका, anche Ramgram, Rāmgrām, Rāmagrāma) è uno stupa situato nella municipalità di Ramgram, nel Distretto di Parasi in Nepal. Questo luogo di pellegrinaggio buddista contenente reliquie del Gautama Buddha fu costruito tra i periodi Mauryan e Gupta, secondo una ricerca del Dipartimento di Archeologia del Nepal.

## Storia

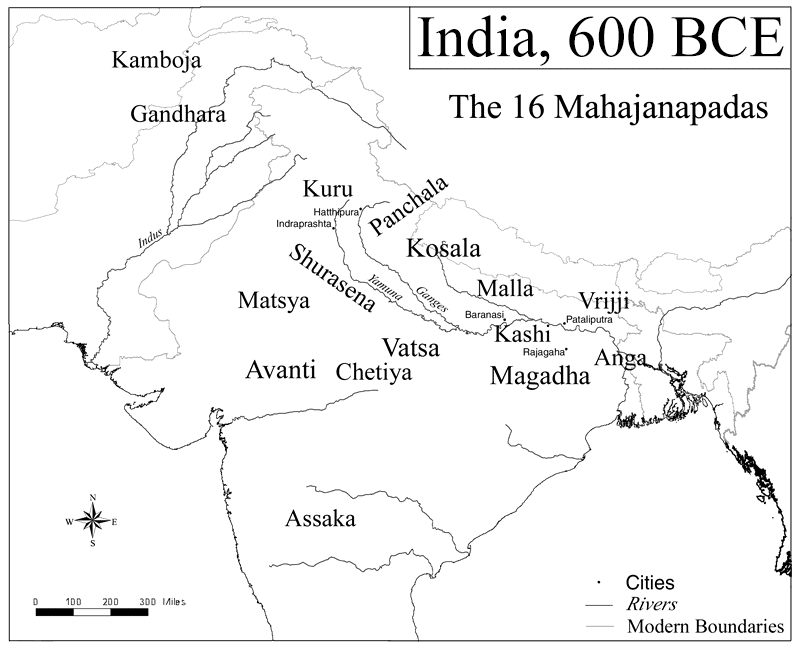
Il Malla Mahajanapada

I genitori di Gautama Buddha provenivano da due diversi mahājanapadā (regni) della dinastia solare: suo padre (Śuddhodana) apparteneva al regno Shakya, mentre sua madre (Maya) proveniva dal regno Koliya. Secondo i testi buddhisti, dopo il Mahaparinirvana di Buddha, le sue spoglie cremate furono divise e distribuite tra i principi di otto dei sedici mahājanapadā. Ciascuno dei principi costruì uno stupa presso o vicino alla sua capitale, all'interno del quale fu custodita la rispettiva porzione delle ceneri. Questi otto stupa si trovavano a:
1. Allakappa, un insediamento del popolo Bulī. La posizione precisa di questo luogo non è attualmente nota.[4][5]
2. Kapilavastu, capitale del regno Shakya[6] (la posizione di questo stupa è oggetto di alcune controversie; ci sono prove che sia stato effettivamente costruito a Piprahwa)[7][8]
3. Kusinārā, capitale del regno di Malla[9]
4. Pāvā, una delle principali città del regno di Malla[10]
5. Rājagaha una delle principali città del regno di Magadha[11]
6. Rāmagrāma, una delle principali città del regno di Koliya (questo insediamento è talvolta indicato come Koliyanagara)[12][13]
7. Vesāli, capitale del regno Vajji[14]
8. Veṭhadīpa, un insediamento di Veṭhadīpaka Brahmins. La posizione precisa di questo luogo non è nota.[15]

Circa 300 anni dopo, l'imperatore Ashoka aprì sette di questi stupa e rimosse le reliquie del Buddha (il suo obiettivo era di ridistribuire le reliquie in 84.000 stupa che intendeva costruire in tutto l'Impero Maurya). Secondo la leggenda, il re serpente era a guardia dello stupa Ramagrama e impedì ad Ashoka di dissotterrare la reliquia.

## Ricerca archeologica
Fino ad oggi, lo stupa Ramagrama rimane l'unico stupa intatto e originale contenente reliquie del Buddha. È stato oggetto di grande venerazione e luogo di pellegrinaggio sin dalla sua costruzione. Alto 7 metri è ora sepolto sotto un cumulo di terra ed è in attesa di ulteriori ricerche. Le dimensioni del complesso sono 10 metri di altezza con un diametro di 23,5 metri. Un'indagine geofisica ha rivelato un perfetto monastero Kushan quadrangolare sepolto sotto di esso, la cui densa concentrazione di mattoni ha impedito la crescita dei raccolti, portando l'area a essere conosciuta come un "campo sfortunato".

## Stato del patrimonio mondiale
Questo sito è stato aggiunto alla lista provvisoria del patrimonio dell'umanità dell'UNESCO il 23 maggio 1996 nella categoria Culturale.